# Cisticola nana
Cisticola nana là một loài chim trong họ Cisticolidae.